# Forcipomyia manis
Forcipomyia manis är en tvåvingeart som beskrevs av Debenham 1987. Forcipomyia manis ingår i släktet Forcipomyia och familjen svidknott. Inga underarter finns listade i Catalogue of Life.